# Vigilanza Aeronautica Militare
Vigilanza Aeronautica Militare, in sigla VAM, era un corpo dell'Aeronautica Militare, per la vigilanza e la sicurezza interna delle varie installazioni di questa.
Era composto da sottufficiali e da avieri, che prestavano il servizio di leva, i quali, dopo visita di idoneità e verifica a livello fisico (C1) venivano inquadrati nel VAM per le loro doti fisiche e psico-attitudinali.

## Storia
Il servizio Vigilanza Aeronautica Militare nacque nel 1949, con la soppressione della Polizia aeronautica militare (PAM), istituita nel 1945. Ciascun reparto dell'AM inizialmente provvedeva però autonomamente alla propria sicurezza. 
La categoria VAM venne istituita il 12 settembre 1958 con lo scopo di formare un corpo specializzato nella vigilanza di tutte le installazioni aeronautiche, nella scorta e nell'espletamento dei servizi d'onore e rappresentanza. Contemporaneamente venne istituita la Scuola Centrale VAM di Viterbo.
Con la riforma dell'organica dell'Aeronautica Militare, conseguente alla sospensione del servizio di leva obbligatorio, la VAM è stata soppressa dal 1º gennaio 2005. 
Da quella data i compiti d'istituto vengono assolti da personale volontario in ferma prefissata (VFP1 e VFP4) appartenenti alla categoria dei militari di truppa, categoria "Supporto Operativo", specialità "Difesa Terrestre".
Questi militari, aggregati in compagnie, si fregiano del basco azzurro del "Supporto Operativo e Difesa Terrestre" e operano anche nelle basi all'estero. Altri fanno parte del Gruppo protezione delle forze.

### Episodi rilevanti
La crisi di Sigonella fu connessa al dirottamento della nave italiana Achille Lauro avvenuto ad opera di terroristi palestinesi il 7 ottobre 1985. L'episodio fu un complesso caso diplomatico avvenuto alla base aerea di Sigonella il giorno 11 ottobre 1985: la VAM, insieme ad alcuni carabinieri di stanza nell'aeroporto militare, ebbe l'ordine di circondare l'aereo egiziano ed un reparto della Delta Force statunitense circondò a sua volta i giovani militari, in gran parte di leva, della VAM.
"Già solo età e tipo di inquadramento (un coscritto contro un reparto altamente specializzato) è un punto d’orgoglio: quella notte i VAM tennero la posizione". Successivamente, su disposizione del governo italiano, giunsero i rinforzi, composti da reparti di carabinieri da Catania e Siracusa, con blindati, che strinsero la Delta Force in un terzo anello, il che fu decisivo perché gli statunitensi desistessero dall'intento. “Sarebbe bastato che gli americani avessero tentato di prelevare con la forza i terroristi dall’aereo e che avessero travolto i nostri VAM: avrebbero risposto e poi sarebbero intervenuti i carabinieri che avrebbero sparato” ricordò Francesco Cossiga.
Alle 4:00 CET del giorno successivo, arrivarono gli ordini dalla Casa Bianca ai militari americani di ritirarsi.